# F-102三角剑战斗机

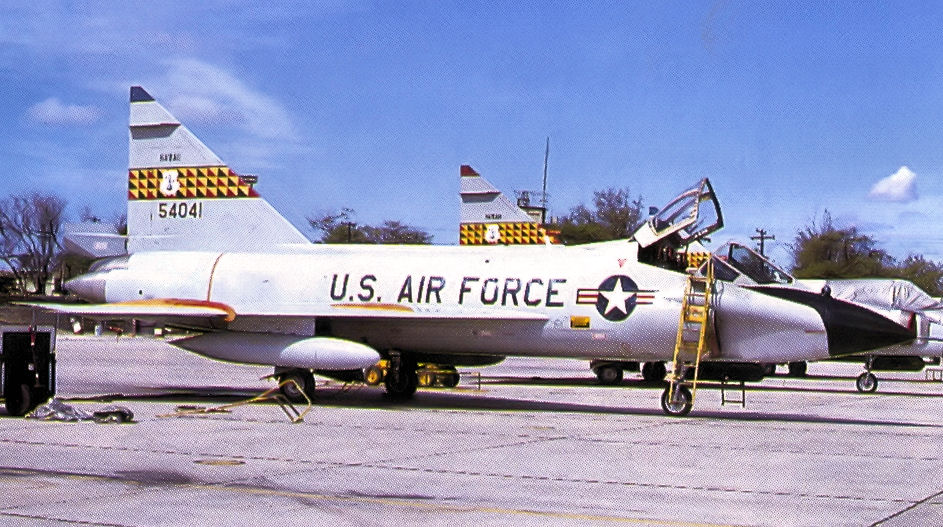
1964年，美國空軍國民警衛隊第199戰鬥攔截機中隊派駐在夏威夷希肯空軍基地的TF-102A三角劍戰鬥機

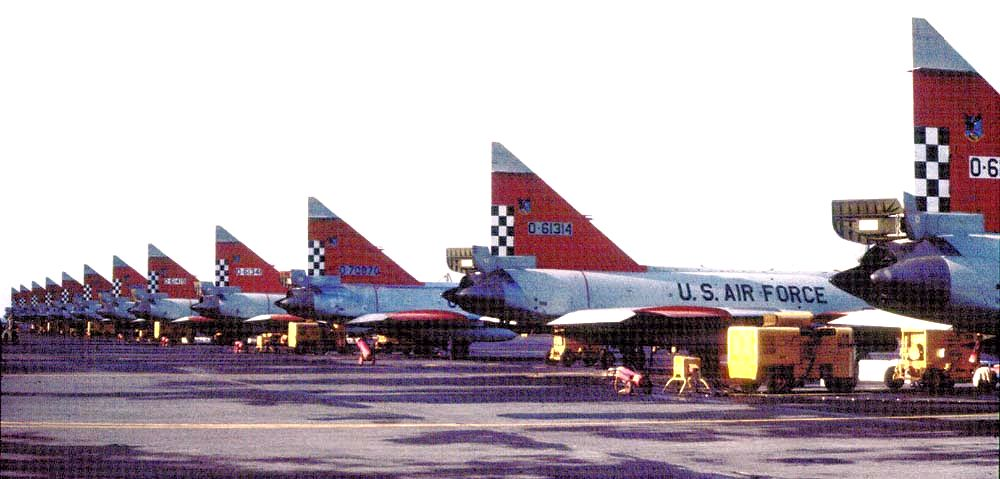
1973年，美國駐冰島空軍的第57戰鬥攔截機中隊派駐在冰島凱夫拉維克海軍航空站的F-102A三角劍戰鬥機

F-102三角剑（Delta Dagger）是美国康维尔公司研制的一种单座攔截機，也是美國空軍第一款運用的三角翼戰機，1956年起服役。主要任務是在冷戰期間攔截蘇聯戰略轟炸機，她在導入面積率改良飛機設計後達成超音速飛行性能，取代了1950年代以前推出的次音速攔截機。但因為性能仍缺陷重重，隨後遭改良型F-106三角標槍戰鬥機給取代；至1960年代後F-102攔截機多數撥交美國空中國民兵或改造為QF-102無人靶機，部份外銷。

## 设计
1948年10月8日，美國空軍高階軍官委員會建議美國空軍，須盡早為1954年投入新型攔截機進行前置準備；1949年2月4日，美國空軍層峰接受委員會的提議，預定在隔年（1950年）開標；1949年11月，空軍決定新型攔截機將配備射控系統，機身與射控合而為一則稱為武器系統。
1950年1月，美國空軍司令部向50家廠商投發射控系統的需求建議書，計畫代號MX-1179，其中18家在收到公文後做出答覆；至1950年6月，審核名單已刪減至10家；由美國空軍防空指揮部（後更名美國空軍航太防禦指揮部）指揮官高登·菲利浦·薩維爾少將為首的委員會審查其餘幾家方案，同時也向美國空軍首席科學家徵詢相關意見，歸納各方見解後，射控系統的競爭廠商被縮減為兩家：休斯飛機公司、北美航空。雖然美國空軍期望同時培植兩間廠商，但薩維爾將軍決定選擇休斯飛機作為研發機載射控系統的主合約商，研發合約在1950年10月2日簽訂。
機身部分，美國空軍在1950年6月18日提出RFP，最後有6間飛機公司回覆；1954年7月2日，美國空軍與康維爾、洛克希德、共和飛機公司簽約，授予這三家廠商打造1954年攔截機（Project MX-1554）的機身原型。康維爾的機身概念源自在1945年起研究，1948年試飛的XF-92戰鬥機；因为同时发展三个型号的价格太昂贵，1951年11月，僅剩康维尔代号Model 8-80设计被允许继续发展；至此康維爾成為這次競標的最終贏家，原型機也被授予XF-102的代號。

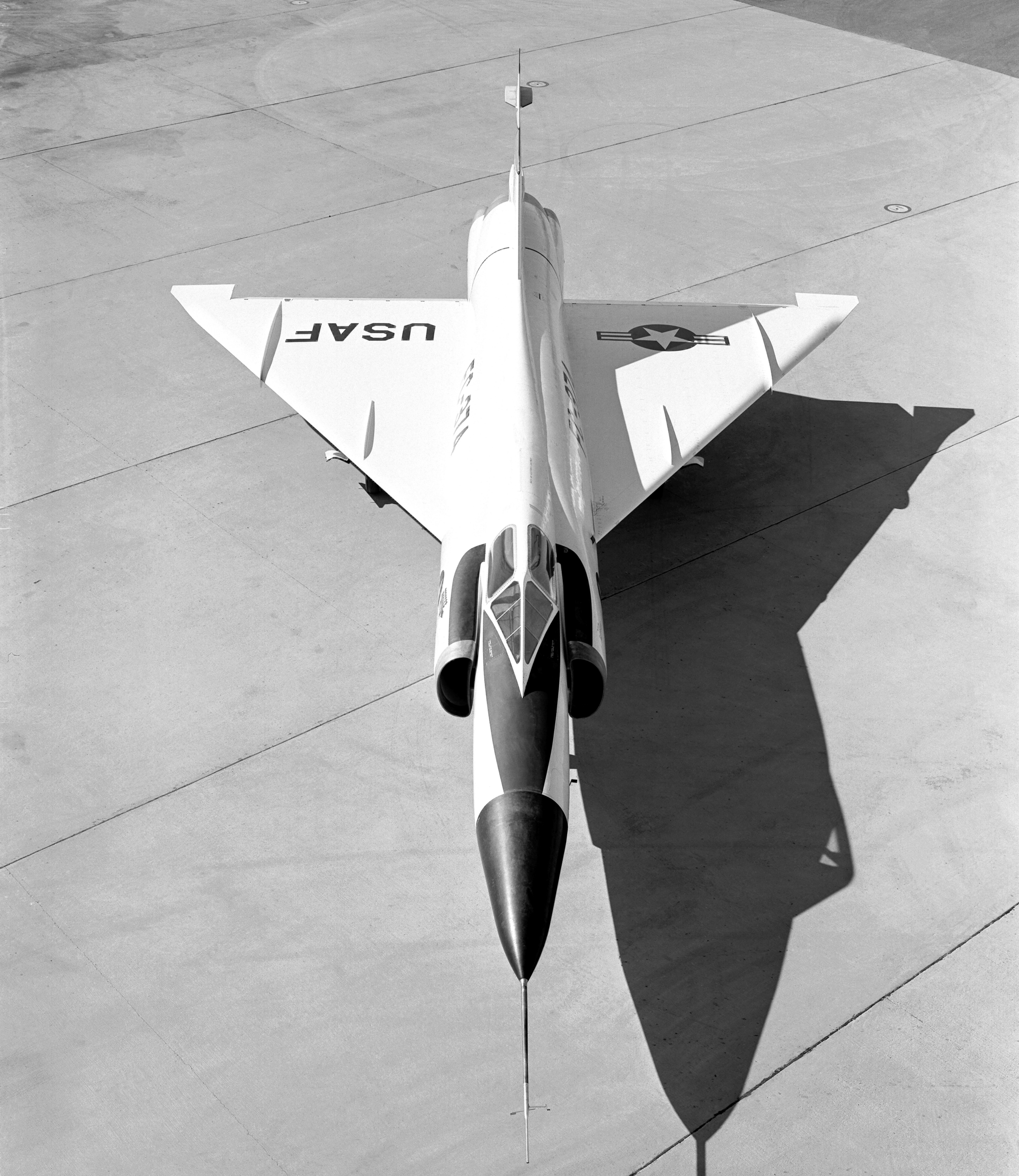
按照面积率修改的YF-102A。机身中部的截面积较小

由於與新型機配套的火控系統及發動機都遇到研發延宕，新型機面臨得延期等待子系統的困境，為趕在時程內投產，軍方建議原型機與先導量產機換用性能并不优秀的J40渦輪噴射發動機與E-9射控系統（休斯飛機為F-86D戰鬥機研發的火控系統），待正式量產機時才配合上引進J67（奧林帕斯渦輪噴射發動機授權生產版本）與新型射控設備，但J40發動機也遇到研發失敗的狀況，逼使美軍在原型機動力擇定再更換成J57渦輪噴射發動機；這型戰機最終以代號F-102A的身分定型，至於全備型則稱為F-102B，未來更名為F-106。
YF-102在1953年10月23日在愛德華空軍基地首飛，但是在9天後便墜毀。第二架YF-102在1954年1月11日首飛，隨後康維爾生產了10架YF-102，但其飛行參數糟糕透頂；康維爾在风洞试验发现YF-102穿音速阻力太大，难以突破音障；實機測試時確定極速無法跨越0.98馬赫。这时，NACA兰利航空实验室的理察·惠特科姆博士(跨音速面积率的发现者)提议按照面积率重新设计YF-102的机身来降低阻力。YF-102在1954年除了繼續測試可能存在的氣動力缺陷外，同時也進行重新設計改造，將機身延長11英尺（3.35公尺）、機身中段內縮（暱稱可樂瓶）、機尾兩側增設大型整流罩、全新設計較窄的座艙罩、減輕機體結構重量、並換裝推力更強的J57-P-23；重新設計的原型機代號YF-102A，1954年12月20日試飛，並在隔日21日測試時突破音障達到1.22馬赫極速，最高升限也增加至53,000英尺（16,154公尺），F-102也成为世界上第一种成功应用了面积率的飞机。雖然空軍對F-102的飛行表現仍不滿意，但已經足夠讓空軍得到充分成績修改1954年3月簽訂的合約。

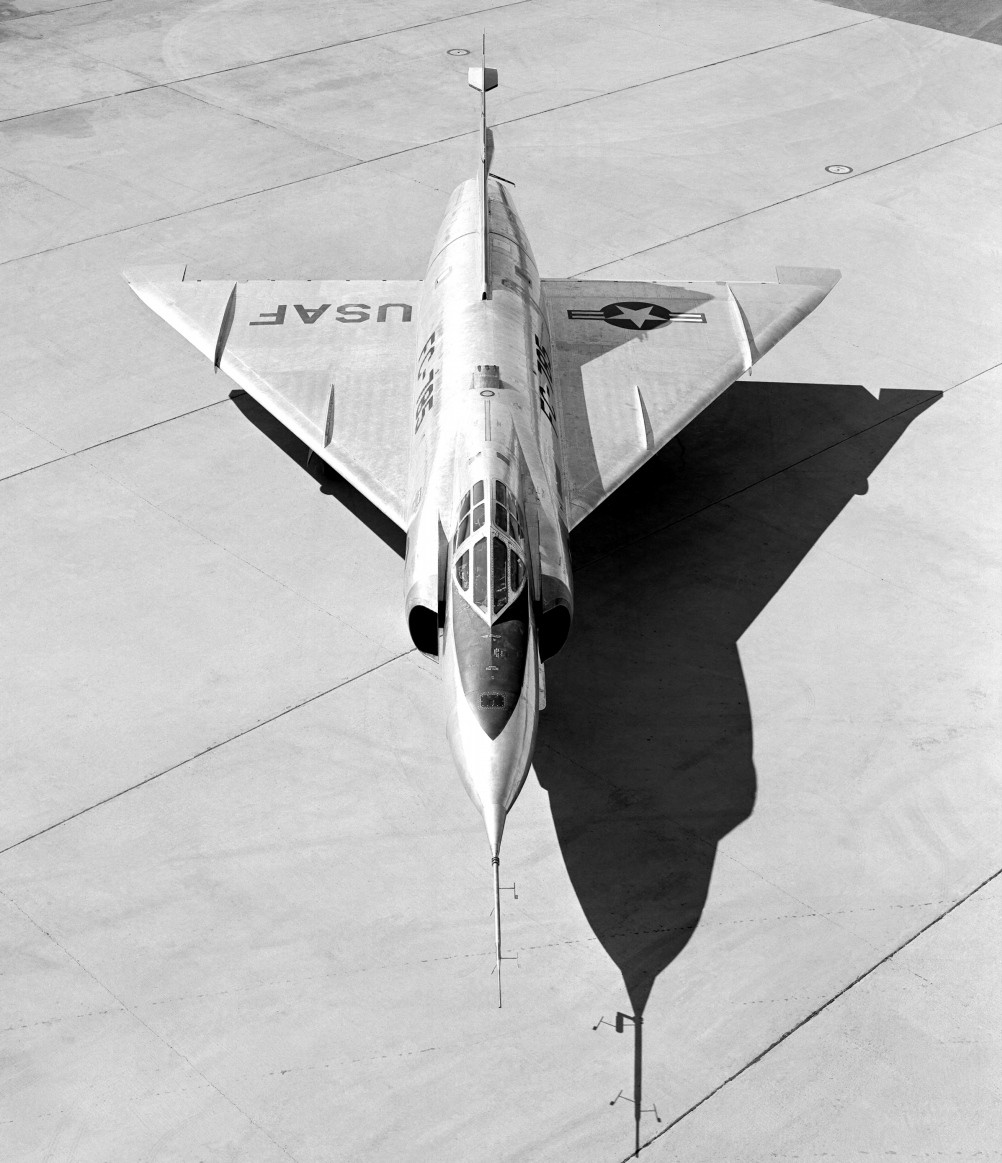
未按照面积率设计的YF-102原型机

1955年，F-102A開始量產；1956年F-102A交付部隊；F-102A的火控系統為休斯MC-3，後續升級為MC-10。F-102在1958年停产，但是在服役生涯中一直有升級增裝新配件，包括紅外線搜索和跟蹤系統、雷達預警接收器、改良的姿態指引儀等；還有一些改良提案最終並未執行，如固定機砲、外掛硬點、空中加油口、增大的內部油箱等。
康維爾在F-102上的經驗，使它成為美國飛機廠商中少數掌握超音速三角翼飛行器特性的公司，除了後續改良型F-106，在研發B-58轟炸機時也運用了三角翼構型滿足超音速需求。

## 操作历史
F-102主要部署在北美大陆，美国和加拿大的要地，用来拦截苏联的远程轰炸机。因此F-102的飞行员一度不用出现在第一线作战。小布什也曾经在德克萨斯服役时驾驶过F-102 。
越南战争
F-102也参加了越南战争，佈署緣由是因為美軍在越南佈署的陸基防空雷達接觸信號中，懷疑有蘇聯伊留申-28轟炸機的存在，美軍擔心遭到襲擊，因此在1962年輪調了F-102分遣隊進駐東南亞美軍空軍基地。
一共有14架F-102损失於越南戰場，其中一架被越南的战斗机击落，其余的被防空炮火击落；1968年，所有派駐東南亞的F-102都撤回到美国。
F-102機隊在一次被稱為弧光行動的任務中，遭遇了首次也是最後一次的空戰損失。護衛B-52同溫層堡壘轟炸機的F-102機群其中1架在3萬6千英呎的高度遭越南民主共和國空軍的米格-21发射AA-2飛彈擊落，該架米格機接近時沒有任何護衛機發現；AA-2飛彈雖然沒有立即爆炸，但是飛行員察覺機體穩定性出現問題，在僚機檢視狀態時察覺遭到偷襲，F-102隨即爆炸，駕駛員未能彈射當場戰死。其它伴随的F-102发射了AIM-4导弹试图击落那架攻击后撤出的米格-21，但攻擊的飛彈無一命中。
有一种说法说F-102也参加过一些对地攻击任务，主要是袭击越南的胡志明小道。他们使用一些红外線制导空对地导弹和无導引火箭弹。作战时由充当指挥机的双座TF-102引导若干架F-102A进行攻击。
越战之后

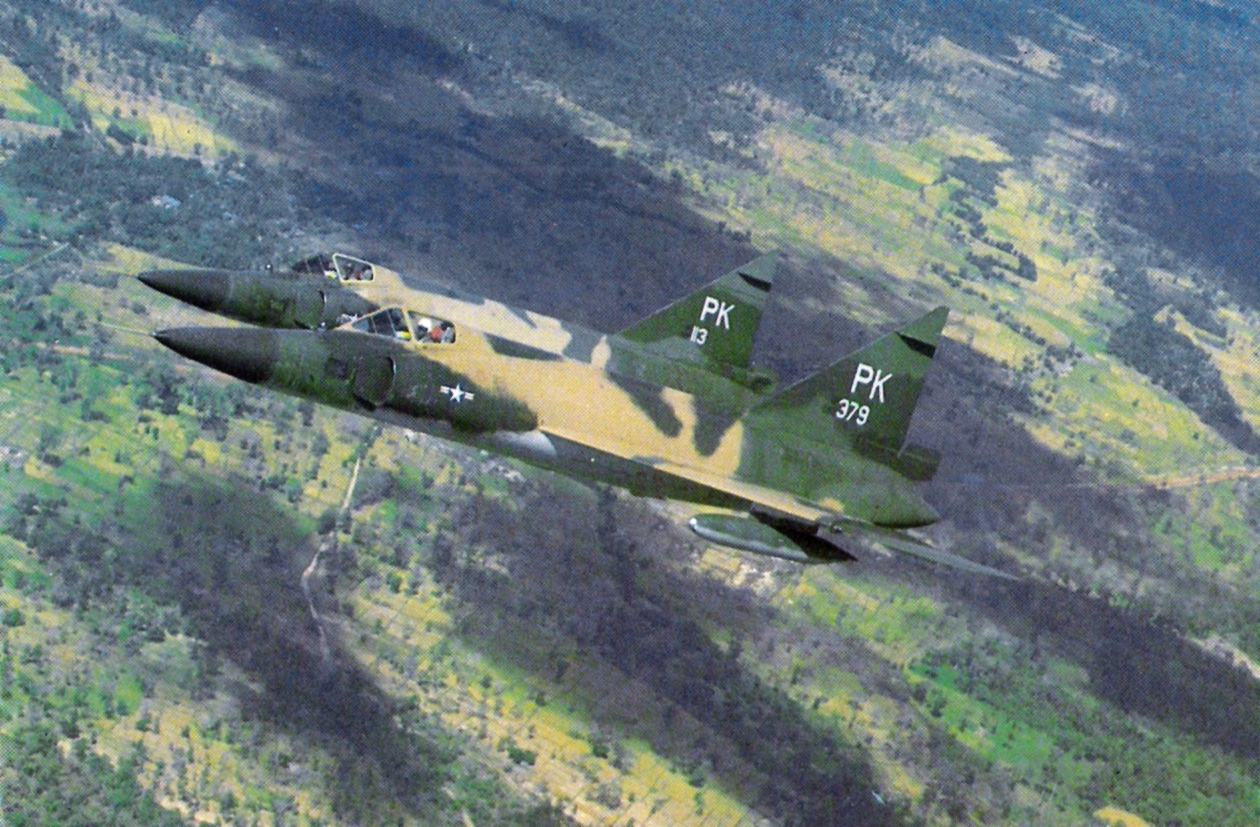
在越南巡逻的F-102As战斗机。1966年11月

1973年，有6架F-102A被改装成了拖靶机，称为QF-102A。被改做无人靶机的F-102被称为PQM-102。此后开始了一项工程，将上百架已经老化的F-102改造成靶机，用来模拟米格-21。改造的靶机起初被用来训练F-4和F-106，后来则用于训练爱国者导弹系统和F-15战斗机。
同年，F-102从美国空军退役并转交给国民警卫队。一共装备了9个大队。部分F-102在整修後軍援給希腊和土耳其。剩余的飞机则被用作靶机，
卖给土耳其的F-102A参与了1974年入侵塞浦路斯的作战，并且和希腊空军发生了空战。有两架F-102A被希腊击落，但他们也击落了一架F-5。1979年希腊和土耳其的F-102也退出现役。美国的PQM-102最后一次使用是在1986年。现在，还有一些F-102保存在博物馆裏，虽然他们都已经不能飞行了。

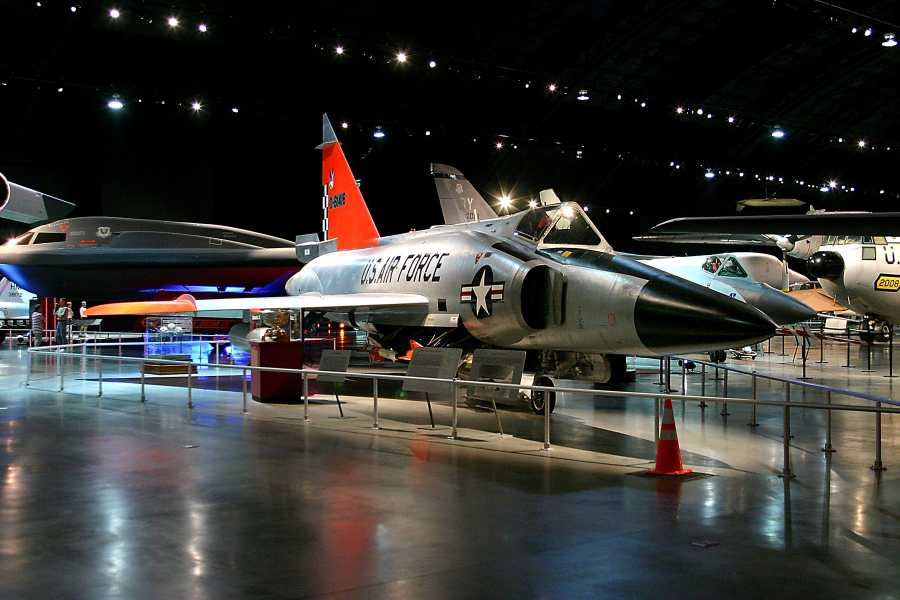
停放在美国空军博物馆冷战展厅内的F102A

## 各个型号
- YF-102 : 未導入面積率構型的原型机，使用J57-P-11發動機（後燃推力14,500磅，64.5仟牛頓），建造2架
- YF-102A : 根据面积率修改过的原型机，換用J57-P-23（後燃推力16,000磅，71.2仟牛頓），抽調了4架預量產機改裝。
- F-102A : 第一代生产型，单座的全天候攔截机。前8架預量產機為YF-102構型改造，後續採用符合面積率設計的設計製造，量產889架。
- TF-102A : 双座教练机。生产111架。
- F-102B : F-106战斗机的最初代號。
- QF-102A : 双座的有人驾驶拖靶机。
- PQM-102A :无人驾驶靶机。改装了65架。
- PQM-102B :升级的无人驾驶靶机。改装了146架。

## 参数
- 乘员数: 1
- 长度: 20.83 m
- 翼展: 11.61 m
- 高度: 6.45 m
- 机翼面积: 64.57 m²

F-102三视图

- 翼型: NACA 0004-65 mod root and tip
- 空重: 8777 kg
- 最大起飞重量: 14300 kg
- 动力系统: 1× 普拉特·惠特尼 J57-P-25 加力涡轮喷气发动机
  - 推力(不开加力): 52.0 kN
  - 推力(开加力): 76.5 kN
- 机内油量: 4107L
- 副油箱油量: 2 x 815L

- 最大平飞速度: Mach 1.25 (1304 km/h，12190m高度)
- 实用升限: 16300 m
- 航程: 2175 km
- 爬升率: 66 m/s
- 翼载荷: 172 kg/m²
- 推重比: 0.7
- 武裝：70mm無導引火箭彈X24 或 AIM-4空對空飛彈X6
- 航空電子：MG-10 射控系統